# (720) Bohlinia
(720) Bohlinia es un asteroide perteneciente al cinturón de asteroides descubierto el 18 de octubre de 1911 por Franz Heinrich Kaiser desde el observatorio de Heidelberg-Königstuhl, Alemania.
Está nombrado en honor del astrónomo sueco Karl Petrus Theodor Bohlin (1860-1939).
Forma parte de la familia asteroidal de Coronis.